# Kastel
Kastel is een dorp in de Belgische provincie Oost-Vlaanderen. Het ligt op het grondgebied van Moerzeke, een deelgemeente van Hamme. Kastel ligt in een bocht van de Schelde. Door zijn ligging in de rivierarm heeft Kastel geen doorgaand verkeer en ligt het dorp in een landschap van dijken en polders langs de Schelde.

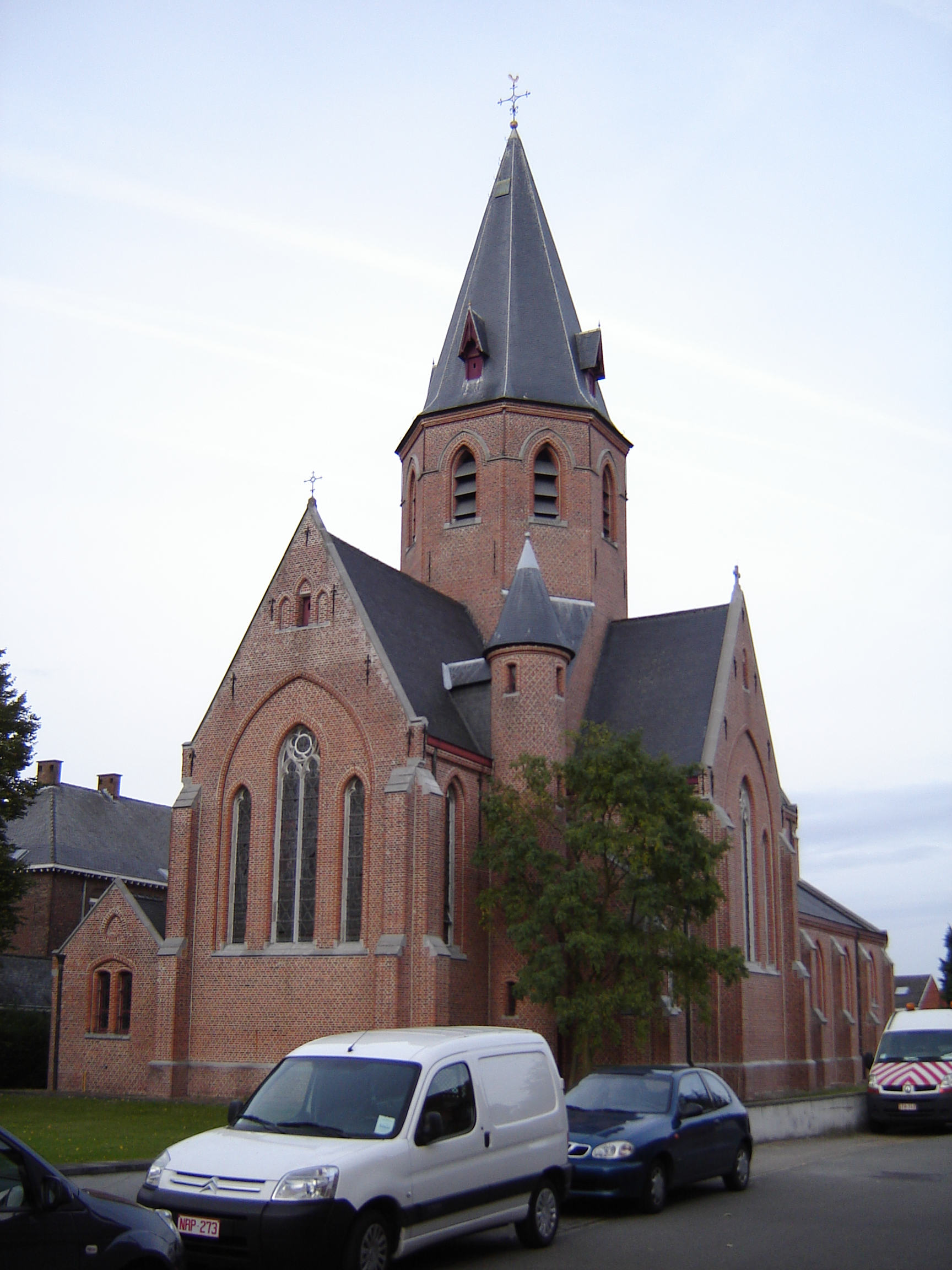
Sint-Jozefskerk

## Geschiedenis
Het gebied langs de Schelde was vroeger een laaggelegen moerasland, dat tweemaal per dag overspoelde door de getijdenbeweging. Enkele hoogten, die later de naam Ganzenberg, Ripipiaberg en Stuyfbergen kregen, staken erbovenuit.
In de 13e eeuw deed de heer van Moerzeke een beroep op de monniken van de Sint-Bernardusabdij van Hemiksem voor het indijken en in cultuur brengen van de moerasgronden. De monniken werden geholpen door indijkers. De abdij kreeg het gebied van Ghastella toegewezen. Vanaf de hoogten werden gaanpaden door de broeken opgeworpen, om de getijden van de Schelde op te vangen. De eerste dijk was de zogenaamde "gaandijk", later "gaudijk", die de verbinding vormde met Moerzeke. Tot de 16e eeuw werden dijkwerkzaamheden uitgevoerd. Door de toenemende indijking van de Schelde ontstond er sterkere getijdenstroming, wat de volgende eeuwen af en toe tot dijkbreuken leidde, en noodzaakte tot het ophogen van de gaanpaden tot dammen en binnendijken.
In 1876 werd Kastel een volwaardige parochie.
Kastel staat ook bekend als een 'Glazen Dorp'. Deze bijnaam kreeg het dorp door de aanwezigheid van een groot aantal groentenserres.

## Bezienswaardigheden
- De neogotische driebeukige bakstenen Sint-Jozefskerk van 1875-1977.[1]
- De Onze-Lieve-Vrouw-ter-Noodkapel

## Natuur en landschap
Kastel wordt aan drie zijden omsloten door de Schelde. Ten oosten van Kastel vindt men het natuurgebied Scheldevallei Moerzeke-Kastel met onder meer de buitendijkse zoetwatergetijdeschorren.

## Verkeer
Kastel is ten westen, ten zuiden en ten oosten omgeven door de Schelde, waar geen bruggen over liggen. Het dorp heeft zo enkel wegenverbindingen naar het noorden, richting Moerzeke, en heeft als dusdanig niet te maken met doorgaand verkeer.
Er zijn over de Schelde wel drie veerdiensten voor voetgangers en fietsers. Deze maken verbinding met Mariekerke, Sint-Amands en Baasrode.

## Jaarlijkse activiteiten
De carnavalstoet op zondag wisselt jaarlijks af tussen de dorpen Moerzeke en Kastel, het kindercarnaval, de ‘Jeanettenstoet’ en de popverbranding gaan traditioneel in Kastel door.

## Sport
Kastel beschikt over een cafévoetbalploeg FC De Stille Vrienden. Ook is er een kaatsploeg Rap & Vlug Kastel. Beide ploegen spelen hun thuiswedstrijden bij het ontmoetingscentrum GOC Ter Munken. Beter gekend als "De Villa".

## Nabijgelegen kernen
Moerzeke, Baasrode (veer), Sint-Amands (veer), Mariekerke (veer)
Deelgemeenten: Hamme · Moerzeke

Overige dorpen en gehuchten: Kastel · Sint-Anna · Zogge

Belgische gemeenten · Arrondissement Dendermonde · Oost-Vlaanderen · Vlaanderen